# Passage des Postes
Le passage des Postes est une voie exclusivement piétonnière du 5e arrondissement de Paris située dans le quartier du Val-de-Grâce.

## Situation et accès
Le passage des Postes est accessible à proximité par la ligne 7 à la station Censier - Daubenton.

## Origine du nom
Elle doit son nom à l'ancienne rue des Postes à laquelle elle aboutissait.

## Historique
Le passage des Postes est ouvert en 1830 sur la demande d'un certain Barral de Montauvrard qui souhaitait relier la rue des Postes à la rue Mouffetard.

## Bâtiments remarquables et lieux de mémoire
- Le passage est le repaire du colonel Olrik dans L'Affaire du collier des aventures de Blake et Mortimer.

- Le passage est cité dans les Miserables de Victor Hugo (Partie 2, livre 5, chapitre 1). Valjean fuit Javert dans les rues de Paris avec Causette. Il emprunte le passage des Postes (rue des postes dans le livre) pour rallier la rue de l'Épée-de-Bois à la rue de l'Arbalète. Victor Hugo en profite pour raconter l'origine du nom de la rue.

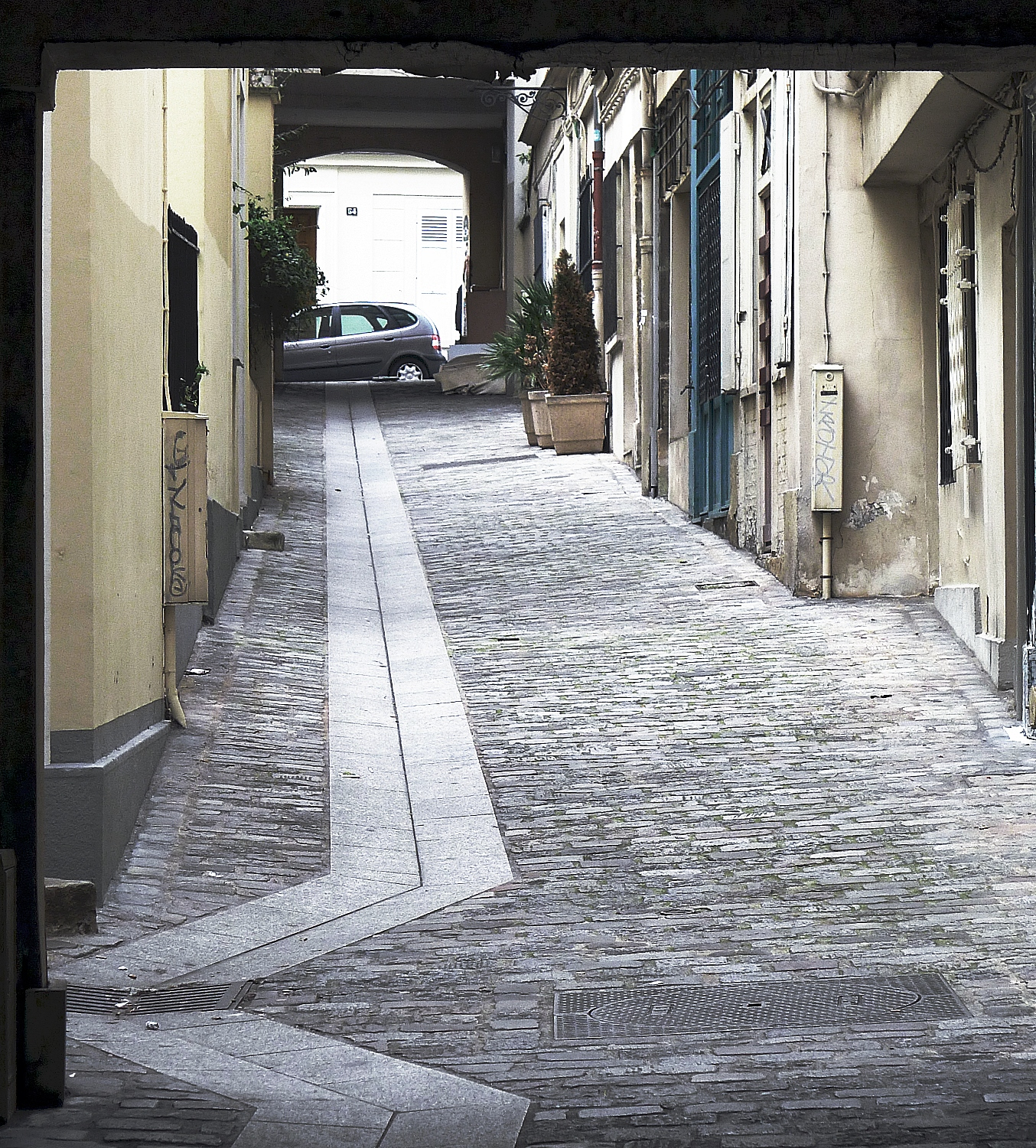
Passage des Postes vu de la rue Mouffetard.